# Tachinaephagus stomoxicida
Tachinaephagus stomoxicida är en stekelart som beskrevs av Subba Rao 1978. Tachinaephagus stomoxicida ingår i släktet Tachinaephagus och familjen sköldlussteklar.
Artens utbredningsområde är:
- Mauritius.
- Mauretanien.
- Uganda.

Inga underarter finns listade i Catalogue of Life.